# 粉丘頭鯰
粉丘頭鯰，為輻鰭魚綱鯰形目蝌蚪鯰科的其中一種，為熱帶淡水魚類，分布於南美洲亞馬遜河及奧里諾科河流域，體長可達9.1公分，棲息在水流快速、礫石底質的溪流底層水域，生活習性不明。

## 扩展阅读
維基物種上的相關：粉丘頭鯰